# Pitcaple
Pitcaple, schottisch-gälisch: Baile Chapaill, ist eine Ortschaft in der schottischen Council Area Aberdeenshire. Sie liegt am Südufer des Flusses Urie rund sechs Kilometer nordwestlich von Inverurie und 23 Kilometer südöstlich von Huntly. Die A96 verläuft durch Pitcaple und schließt die Ortschaft an das Fernstraßennetz an. Die Great North of Scotland Railway eröffnete 1854 einen Bahnhof in Pitcaple, der jedoch in den 1960er Jahren geschlossen wurde.

## Geschichte
Nördlich von Pitcaple wurde im Jahre 1457 die Burg Pitcaple Castle errichtet. In den folgenden Jahrzehnten besuchten die Könige Jakob IV. und Karl II. sowie Königin Maria Stuart die Burg. Auf den Weg zu seiner Hinrichtung in Edinburgh wurde James Graham, 1. Marquess of Montrose einige Zeit auf Pitcaple Castle gefangen gehalten. Nachdem die Burg einige Jahrzehnte ungenutzt verfiel, richtete William Burn sie in den 1830er Jahren wieder her. Heute ist das Bauwerk als Baudenkmal in der höchsten schottischen Denkmalkategorie A gelistet.